# 라디오 스타 (영화)
《라디오 스타》는 2006년에 개봉한 이준익 감독, 안성기, 박중훈 주연의 영화이다.

## 캐스팅
- 박중훈 : 최곤 역
- 안성기 : 박민수 역
- 최정윤 : 강석영 역
- 정석용 : 박 기사 역
- 윤주상 : 김 국장 역
- 정규수 : 지 국장 역
- 안미나 : 김양 역
- 김지헌 : 박양 역
- 노브레인 : 이스트리버 역
- 이재구 : 원주 지국장 역
- 김광식 : 장씨 역
- 이일섭 : 김씨 역
- 조련 : 민수 처 순영 역
- 손예원 : 박민수 딸역(미정이)
- 이영석 : 누렁이 할아버지 역
- 신정근 : 미사리 남 사장 역
- 김탄현 : 최 사장 역
- 이성희 : 최 사장 비서 역
- 강광원 : 철물점 사장 역
- 이재은 : 철물점 직원 역
- 김대호 : 세탁소 사장 역
- 김경애 : 청록다방 사장 역
- 손영순 : 호영 할머니 역
- 최청자 : 고스톱 할머니 역
- 한수경 : 고스톱 주민 역
- 전기광 : 형사 역
- 조경훈 : 험악남 역
- 전대병 : 미사리 중년남 역
- 유채목 : 미사리 중년여 역
- 강원 : 미사리 웨이터 역
- 강산 : 순대국밥집 아들 호영 역
- 배장수 : 기자 역
- 이준익 : 주방장 역
- 황인준 : 꽃집 총각 역
- 이순금 : 농협 아가씨 역
- 엄영미 : 농협 여고생 역
- 권선혜 : 농협 여고생 역
- 이미림 : 농협 여고생 역
- 오서원 : 간호사 역
- 고석동 : 실업 청년 역
- 원우 : 서울 PD 역
- 이윤정 : 매니지먼트 여비서 역
- 나성식 : 88년 최곤 밴드 역
- 정원호 : 88년 최곤 밴드 역
- 손덕배 : 88년 최곤 밴드 역
- 허민희 : 최곤 소녀팬 역
- 함수연 : 최곤 소녀팬 역
- 김정민 : 최곤 소녀팬 역
- 신영재 : 우영 역
- 이덕화 : 본인 역 - MBC 10대 가수왕 시상식 TV장면
- 조용원 : 본인 역 - MBC 10대 가수왕 시상식 TV장면
- 최병서 : 시상식 장면의 이덕화 목소리 역
- 서소현 (성우)
- 김정아 (성우)
- 임백천 : 본인 역 (특별출연)
- 김장훈 : 본인 역 (특별출연)

## 줄거리
1980년대를 풍미하며 1988년 가요왕에 오른 가수 최곤(박중훈 분)
20여 년이 지난 2006년 현재 그는 대마초, 폭력 등으로 문제를 일으켜, 미사리 카페촌을 전전하는 무명가수에 불과했던 최곤은 카페에서 노래를 부르다 손님하고 시비가 붙게 되는데, 급기야는 카페 사장한테 행패를 부리다 졸지에 범죄자가 되고 만다.
그러다 매니저 박민수(안성기 분)가 친구 김국장에게 부탁해 MBS 방송국 강원도 영월지국의 라디오 프로그램 DJ를 맡게 되었다. 아직 철이 없는 최곤은 지역 방송국 DJ가 마음에 들지 않았지만, 줄곧 굳은 일을 도맡아 최곤의 자존심을 지켜준 박민수의 설득으로 영월에 내려간다. 최곤이 맡은 라디오 프로그램 "정오의 희망곡"은 우연히 다방 여종업원이 게스트로 출연해 엄마가 보고 싶다는 말을 전하게 된 사건을 계기로, 지역 주민들에게 자신들의 고민을 말하며 잠시나마 행복해질 수 있는 시간을 제공하는 소중한 프로그램이 된다.
나중에는 영월 유일의 락음악 밴드이자 최곤을 왕년의 가수왕으로 숭배하는 이스트리버(락밴드인 노브레인이 이준익 감독의 제안으로 이스트리버 멤버역할을 맡았다.)가 만든 인터넷 홈페이지를 통해 전국적으로 유명한 방송이 되었고, 방송 100회특집 공연도 성실한 방송진행자로 변신한 최곤의 사회로 진행된다. 최곤과 영월 방송국의 활약에 감탄한 김국장은 "정오의 희망곡"을 서울의 본사 방송국에서 송출하려는 계획을 세우고, 최곤과 같이 일한 강석영 PD를 본사로 불러들이려 한다. 하지만, 최곤은 이를 거부하여 라디오방송은 영월의 지국에서 전국으로 송출하게 되었고, 연예기획사 사장의 이간질로 혹시 "우리 곤이"에게 폐가 될까봐서 서울에 올라간 박민수에게 눈물로 호소, 방송국에 다시 불러들인다.

## 해설
- 주 배경은 강원도 영월군이다.
- 감독 이준익은 영월의 어느 중국집 사장 역으로 카메오 출연을 하였다.
- 배경이 된 방송국 사옥은 실제 KBS 영월방송국 사옥이다.
- 마지막 장면인 안성기가 박중훈 앞에서 우산을 들고 춤을 추는 장면은 안성기가 제안한 것이다.

## 오류
극중 박민수가 최곤에게 "별은 말이지. 자기 혼자 빛나는 별은 거의 없어. 다 빛을 받아서 반사하는 거야."라고 말하는 부분이 있는데, 이는 사실이 아니다. "거의 없다고 말했으니 사실이다." 태양과 같이 스스로 빛을 내는 항성이 있다. 스스로 빛을 내지 못하고 항성에서 나온 빛을 반사하면서 빛나는 별을 행성이라고 한다. 빛을 받은 행성이, 그 빛을 반사하는 정도를 반사율이라고 한다.